# Djebel Béchar
Le djebel Béchar (جبل بشار) est le troisième point culminant de la chaîne de montagnes qui entoure Béchar dans la région de la Saoura (Algérie). Son altitude est de 1 206 mètres.